# Kegonwaterval
De Kegonwaterval (華厳滝, Kegon no taki) is een waterval in het Japanse Nationaal Park Nikko vlak bij de stad Nikko in de prefectuur Tochigi.
De waterval, gelegen aan het Chuzenjimeer, behoort met een hoogte van 97 meter tot de hoogste drie watervallen van Japan. Achter en opzij van de Kegonwaterval bevinden zich nog twaalf kleinere watervallen. Vooral in de herfst zijn de watervallen zo populair als toeristische trekpleister dat het verkeer op de weg van Nikko naar Chūzenji hooguit nog stapvoets kan rijden.
De Kegonwaterval is berucht om de vele zelfmoorden die er, vooral door jongeren, worden gepleegd.
Op 22 mei 1903 maakte de Japanse student Misao Fujimura een einde aan zijn leven door van de top van de Kegonwaterval naar beneden te springen. Voordat hij dit deed kerfde hij een afscheidsgedicht in een boom. Hij werd slechts 17 jaar oud.
Zijn zelfmoord leidde sindsdien tot vele zelfmoorden bij de Kegonwaterval. Het effect dat een sensationele publicatie over zelfmoord een golf van zelfmoorden teweegbrengt, noemt men het Werther-effect.